# Albert Ingold
Albert Ingold (* 1980 in Bielefeld) ist ein deutscher Rechtswissenschaftler und Hochschullehrer. Er ist seit 2017 Inhaber des Lehrstuhls für Öffentliches Recht, insbesondere Kommunikationsrecht und Recht der Neuen Medien an der Johannes Gutenberg-Universität Mainz.

## Leben
Nach dem Abitur im Jahr 1999 studierte Albert Ingold von 2000 bis 2005 Rechtswissenschaften an der Humboldt-Universität zu Berlin und schloss das Studium mit dem Ersten Juristischen Staatsexamen ab. Von 2006 bis 2008 war er Wissenschaftlicher Mitarbeiter bei Ulrich Battis und wurde bei diesem im Jahr 2007 durch die Juristische Fakultät der Humboldt-Universität mit der Dissertation Erstplanungspflichten im System des Planungsrechts promoviert. Parallel zu seiner wissenschaftlichen Tätigkeit bei Battis absolvierte Albert Ingold auch das Referendariat beim Kammergericht in Berlin und schloss dieses im Jahr 2008 mit dem Zweiten Juristischen Staatsexamen ab. Anschließend wechselte er zu Jens Kersten an die Ludwig-Maximilians-Universität München und war dort von 2009 bis 2017 als Akademischer Rat bzw. Oberrat tätig. Im Jahr 2014 habilitierte er sich ebenfalls in München mit der Schrift Das Recht der Oppositionen. Verfassungsbegriff – Verfassungsdogmatik – Verfassungstheorie und erhielt die Venia legendi für die Fächer Öffentliches Recht, Europarecht, Staats- und Verwaltungswissenschaften. Nach Vertretungen an den Universitäten in Regensburg, Konstanz, Bielefeld und Mainz wurde Albert Ingold im Jahr 2017 Inhaber des Lehrstuhls für Öffentliches Recht, insbesondere Kommunikationsrecht und Recht der Neuen Medien an der Johannes Gutenberg-Universität Mainz.

## Publikationen (Auswahl)
- Erstplanungspflichten im System des Planungsrechts. Duncker & Humblot, Berlin 2007, ISBN 978-3-428-12539-5 (Dissertation).
- Desinformationsrecht: Verfassungsrechtliche Vorgaben für staatliche Desinformationstätigkeit. Duncker & Humblot, Berlin 2011, ISBN 978-3-428-13549-3.
- Das Recht der Oppositionen. Verfassungsbegriff – Verfassungsdogmatik – Verfassungstheorie. Mohr Siebeck, Tübingen 2015, ISBN 978-3-16-153655-7 (Habilitationsschrift).
- mit Karl-Heinz Ladeur, Christoph Beat Graber und Dan Wielsch: Die Zukunft der Medienverfassung. Mohr Siebeck, Tübingen 2021, ISBN 978-3-16-160810-0.